# Slovenja vas
Slovenja vas je vas v Občini Hajdina, ki stoji na terasi reke Drave ob cesti Maribor–Ptuj, bližje vzhodni meji Dravskega polja. Okoli vasi se razprostirajo njive. Pod vasjo je speljan odtočni kanal HE Zlatoličje. Prebivalstvo je mešano, delavci in kmetje.
Pod naseljem je nekoč izviral potok Hajdinska Studenčnica, ki je po izgradnji dravskega prekopa za hidroelektrarno presahnil. Vas leži na nadmorski višini 235m in je precej razpotegnjena.
Posebnosti so vodni stolp ob magistralni cesti, industrijska cona na obrobju vasi, ki meji na Zlatoličje in odvodni kanal hidroelektrarne. V bližini Ptuja se nahaja leta 2018 odprti Kartodrom Slovenja vas. V središču stoji cerkev Marije Vnebovzete, zgrajena leta 1992.
Prst je peščena in manj rodovitna. Njive so na terasi zahodno od vasi. Poglavitne poljščine so pšenica, koruza, ječmen in krompir. V bližini so nasadi hmelja ptujskega Kmetijskega kombinata, travniki so pod teraso proti Dravi, kjer je tudi mešan obdravski gozd. Največ je svinj in perutninarstva. Sadja je malo. Precej je brajd, povečini samorodnega kvintona in izabele. V zahodnem delu naselja se je iz nekoč Mercatorjevih skladišč razvila mala industrijska cona, v kateri imajo sedež različna podjetja.
Ledinska imena : log, gmajna, šatrnca, prode, zamuže, stari travniki, flončož, grajsko, dele, trebeže ... poltar